# Château de la Rongère (Saint-Sulpice)
Ne doit pas être confondu avec le château de la Rongère situé à La Croixille, dans le même département
Pour les articles homonymes, voir Château de la Rongère.
Le château de la Rongère est situé à Saint-Sulpice, à 1 km du bourg, dans le département de la Mayenne. Y naît un ruisseau affluent de la Mayenne, longueur 1 000 m.

## Désignation
- H. de Rongeria, 1239[1] ;
- Le hebergement de la Rongère, 1414[2] ;
- La haute justice, tere, fief et seigneurerie de la Rongère, 1778 ;
- La Rongère, château, allée plantée vers le bourg[3].

## Histoire

### Féodalité
Fief mouvant de Château-Gontier, à charge de 40 jours de garde et obligation de semondre ceux qui devoient garde à la Rongère de garder aussi en la ville de Château-Gontier, huit jours et huit nuits. La féodalité de la Rongère avait été donnée en 1239 par le seigneur de Laval à Jacques de Château-Gontier, qui épousait Avoise de Laval. Le droit de haute justice fut reconnu en 1404 et 1431, mais non le titre de châtellenie. À plus forte raison la qualité de marquis de la Rongère, que prirent parfois les Quatrebarbes était-elle toute personnelle.
L'hébergement du XVe siècle fut remplacé de 1545 à 1571 par un château. Il reçut la visite du duc de Rohan, chef d'un parti protestant, que les huguenots du pays avaient prévenu contre Gilles de Quatrebarbes. « Mais le sieur duc étant entré sans résistance dans cette maison où il fut reçut avec respect et connoissant l'artifice de ceux qui l'avoient déçu et surpris, en sortit sans avoir commis aucun acte d'hostilité, honorant de son amitié le sieur de la Rongère, ainsi qu'il est vérifié par une lettre de Guy Chauvin, sieur de Limarault, écrite du château de Blain, par l'ordre du duc. »
Dans ce manoir, où un nouveau corps de logis avait été construit depuis peu, l'inventaire de 1675 fait connaître comme objets d'art : une ancienne tapisserie de Flandre à petits personnages à jeu de bâton ; ... deux grands tableaux sur la cheminée représentant des bergers et des bergères ; ... une tapisserie ancienne de Flandre à grands personnages ; ... tapisserie des Gobelins très fine ; plus de 30 aunes de tapisseries de Flandre et de Bergame en verdure ; une tapisserie de cuir doré d'Anvers ; 130 marcs d'argenterie.
Le château moderne date du XVIIIe siècle. Sa situation est superbe, avec terrasses et jardins donnant sur la Mayenne, de belles avenues, un parc et des pelouses entrecoupées de bosquets et de beaux arbres. Le bâtiment est selon l'abbé Angot d'une architecture simple, mais de bon goût. La galerie de tableaux comprend une série de portraits de la famille de Froulay .

### Révolution française

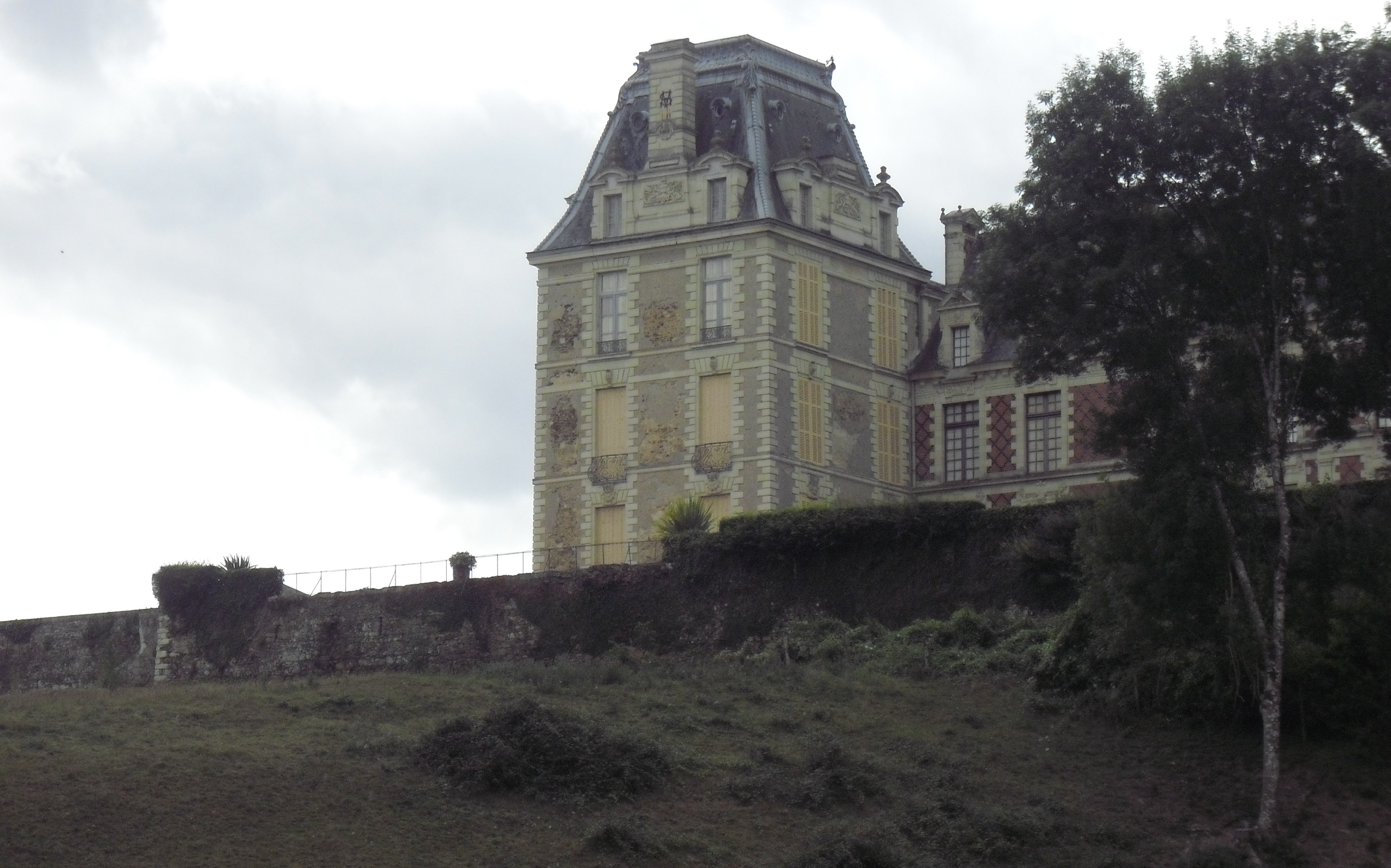
Autre vue du château.

En 1797, Jean Bezier habite à Saint-Sulpice, au moulin de La Rongère, puis en 1800, au Château de la Rongère. C'est dans ce château, qu'il est accueilli par Madame la marquise Henri-Frédéric de Chavagnac, dame de la Rongère, née Henriette-Françoise de Montecler.
Jean Bézier est décoré en 1814 à L'Île-d'Yeu comme Chevalier de l'Ordre royal et militaire de Saint-Louis qu'il reçoit des mains du Comte d'Artois (futur Charles X de France). Nommé Colonel de la Légion de l'Armée Royale du Maine, la marquise de Chavagnac, dame de la Rongère, née Henriette-Françoise de Monteclerc l'admit à sa table après qu'il eut reçu la croix de Saint-Louis.
Les façades et toitures du château sont inscrites au titre des monuments historiques depuis le 16 mai 1991 alors que le parc est classé depuis le 10 octobre 1991.

## Le passage de la Rongère
Le bac de la Rongère était un des passages fréquentés de la Mayenne ; il y avait aussi un port pour les bateaux. La procession paroissiale y passe en chaland en 1669 pour se rendre à Villiers, et le ministre accorde un secours de 700# en 1774, pour la construction du chemin allant du bac au bateau. Les bateaux qui s'arrêtaient au port payaient péage, mais ceux qui passaient seulement furent exemptés sous François Ier des prétentions du sire de la Rongère. Il y avait un moulin à vent à la Petite-Rongère, 1355. L'un des deux moulins de la chaussée, appartenait en 1460 à Jean du Coudray, qui le vendit à Pierre Quatrebarbes pour une rente de 4 setiers de seigle.
Un poste républicain établi à la chaussée de la Rongère fut attaqué, dans la nuit du 18 au 19 mai 1794 par des Chouans qui lui tuèrent deux hommes et en blessèrent un troisième.

## La chapelle
La chapelle dotée sous le vocable de saint Jacques en 1365, à charge de trois messes, in quadam capella sita in villa Sancti Sulpicii ac prope ecclesiam dictae villae, décrétée le jeudi après la Saint Clément (25 novembre 1365), eut entre autres pour chapelains, presque tous de la famille de Quatrebarbes : 
- Louis de Quatrebarbes, prieur de Saint-Malo, curé de Fontenay[Lequel ?], 1470, teste, 1502 ;
- Robert Rolland, 1482 ;
- Jean de Quatrebarbes, mort en 1656 ;
- Claude de Quatrebarbes, 1656, 1661 ;
- Elie de Quatrebarbes, 1661, 1667 ;
- Claude de Quatrebarbes, 1667, 1668 ;
- Jacques de Quatrebarbes, 1668, mort en 1703 ;
- François de la Lande, curé de Saint-Sulpice, 1703, mort en 1736 ;
- Joseph-François de Monteclerc, 1736, mort en 1768.

Gaspard L'Enfant , seigneur de Saint-Gilles, épousa en 1738 Suzanne-Thérèse de la Matraye, dans la chapelle, dont on demandait la conservation en l'an XIII.

## Seigneurs

### La Rongère
- Hamelin de la Rongère, témoin vers 1090 d'un acte de Guy II de Laval en faveur de l'abbaye de Marmoutier ;
- Il est indiqué que Gervais de la Rongère se croisa avec Guillaume d'Orange, Herbert ou Hubert de Brée, Payen de la Chapelle Rainsouin et beaucoup d'autres chevaliers qui accompagnaient Geoffroy III de Mayenne, baron de Mayenne. Cette version historique concernant les Croisés de la Mayenne est une supercherie historique[5] ;
- Hamelin de la Rongère, dont Jacques de Château-Gontier reçoit en dot d'Avoise de Laval, sa femme, la féodalité, homagium et fidem, cum omni jure et dominio, 1239.

### Quatrebarbes

Armes des Quatrebarbes : de sable à la bande d'argent accompagnée de 2 cotices de même.

- Macé Quatrebarbes, mari de Jeanne de Barchesac, acquéreur du précédent pour 12 000# en 1293 ;
- Maurice Quatrebarbes donne une dîme en Saint-Sulpice à l'Abbaye de la Réal, 1319, vit encore en 1340 ;
- Pierre Quatrebarbes reçoit un aveu en 1350, épouse en 1353 Olive de la Jaille, et teste en 1401, rappelant son père et son aïeul, Maurice et Macé. Il survécut à Jean Quatrebarbes, son fils, signalé dans un acte de 1391, et dont la veuve Roberde Bourelle, était remariée en 1405 à Bernard Haussé ;
- Macé Quatrebarbes rend aveu en 1410, épouse Jeanne de Sourches et meurt sans enfants, tué à la bataille de Verneuil (1424) avec trois de ses frères ;
- Jean Quatrebarbes, frère du précédent, étudiait à l'Université de Paris, en 1425, fut en 1445 chambellan du roi qui lui donna en 1458 des lettres de sauvegarde et lui permit de placer les panonceaux royaux sur ses terres. Isabeau Frézeau, sa veuve, douairière de la Rongère, testa le 17 février 1486 ;
- Pierre Quatrebarbes servit aussi contre les Anglais, épousa Catherine de la Jaille, et fut enterré dans l'église de Marson, où sa femme, qui testait en 1514, alla le rejoindre ;
- Jacques Quatrebarbes ratifie en 1492 le partage donné à ses frères par son père, épouse par dispense du 4 octobre 1520 Julienne Le Porc, dont les armes unies aux siennes se voyaient à la voûte d'une chapelle de l'église de Saint-Sulpice, et meurt sans enfants en 1529 ;
- Jean Quatrebarbes, frère du précédent, refuse la main d'une demoiselle du Bouchet, sans doute des seigneurs de Villiers, ses voisins, et meurt sans postérité ;
- Guillaume Quatrebarbes, cousin au 3e degré du précédent, lui succède avant 1559, est parrain à Parné en 1561 de René de la Roussardière, son neveu. Il meurt le 9 août 1571 et reçoit sa sépulture dans le chœur de l'église de Saint-Sulpice, où sa femme Jeanne de la Roussardière, resté catholique, malgré la défection des siens, vient le rejoindre en 1611 ;
- François de Quatrebarbes, né le 7 août 1552, au signe d'Ariès, le septième jour de la lune, épousa Louise de la Croix, vécut catholique, mais mauvais ménager, dut faire démission de ses biens en 1604, et mourut en 1614 ;
- Lancelot de Quatrebarbes, homme de grand esprit et d'un jugement admirable, épousa en 1606 Françoise de Cervon, rétablit la fortune de sa maison et mourut le 29 janvier 1638 ;
- René de Quatrebarbes ;
- Hyacinthe de Quatrebarbes.

### Menon
- François Henri de Menon (de Turbilly),issus de la famille de Menon, comte de Turbilly, épousa l'aînée, Henriette-Antoinette de Quatrebarbes, eut en partage en 1705 le château, les bois de haute futaie, l'étang de la Rongère, la seigneurie de paroisse, et mourut à la Rongère en 1742, père de Hyacinthe de Menon de Turbilly.

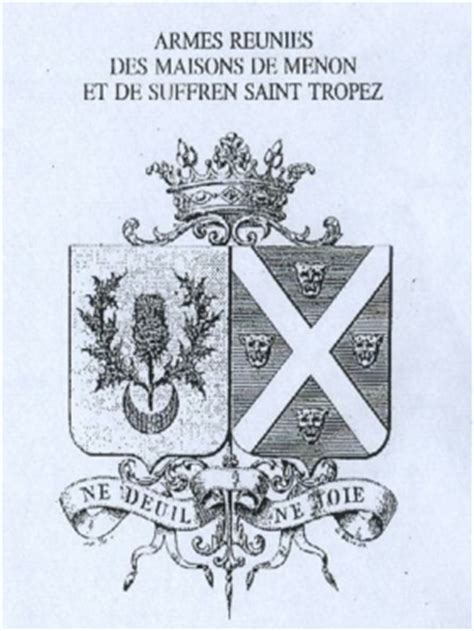
Arme de la maison De Menon (à gauche)

### Montecler

Armes des Montecler : De gueules au lion d'or couronné et lampassé de même.

- Joseph-François, marquis de Montecler (1694-1766), épousa dans la chapelle de Chéronne, à Tuffé, en 1716, Jeanne Hyacinthe de Menon de Turbilly, dame de la Rongère (1699-1742), fille de François Henri, dont le marquis de Sourches vante la beauté. À cette date et jusqu'à la fin du XVIIe siècle, La Rongère devint la résidence habituelle des marquis de Montecler ;
- Hyacinthe-François-Georges, comte de Montecler[6], né le 8 mai 1719, mousquetaire en 1736 puis cornette des chevau-légers de la reine au moment de son mariage le 5 septembre 1740 avec Marie-Charlotte de Montullé (fille de Jean-Baptiste de Montullé), fut nommé maréchal de camp en décembre 1743. Il mourut le 5 octobre 1764 à La Rongère où il s'était retiré depuis le 10 février 1759, laissant pour unique fille :
- Hyacinthe-Jeanne de Montecler, née à Paris le 21 juin 1750 et mariée le 26 juillet 1768 à René-Georges-Marie de Montecler (1738-1810), le cousin germain de son père qui reprit le titre de marquis de Montecler. Celui-ci, après avoir été en octobre-novembre 1787 l'un des membres influents de l'assemblée provinciale de Touraine, émigre en 1791. La marquise de Montecler qui avait envoyé le 24 février 1791 à la Gazette de Paris le nom des prêtres de sa connaissance qui avaient refusé le serment[7], suivit d'abord son mari, puis rentra à Paris pour tenter se sauver une partie de la fortune de sa famille. Emprisonnée sous la Terreur, elle obtint de continuer à demeurer en tant que « citoyenne Monteclair » dans son hôtel de la rue du Cherche-Midi - sa mère y avait eu un cercle renommé - "sous la garde de deux vrais sans-culottes relevés tous les décadis" mais c'est rue Garancière qu'elle s'éteignit le 17 avril 1805.
- Eugénie-Henriette de Montecler, cinquième fille des marquis de Montecler, née à Paris le 1er avril 1782, épousa à Saint-Sulpice, le 2 octobre 1802, Gaspard-Marie de Montecler et eut en partage la terre de Montecler.

### Chavagnac
Le château et la terre sont depuis passés aux Chavagnac, les deux sœurs Henriette-Françoise (1769-1843) et Agathe-Françoise (1773-1798) de Montecler ayant épousé respectivement le marquis Henri-Frédéric et le comte Louis-Vigile de Chavagnac.

## Sources et bibliographie
- « Château de la Rongère (Saint-Sulpice) », dans Alphonse-Victor Angot et Ferdinand Gaugain, Dictionnaire historique, topographique et biographique de la Mayenne, Laval, A. Goupil, 1900-1910 [détail des éditions] (BNF 34106789, présentation en ligne)